# Mee rebus
Se llama mee rebus (‘fideos hervidos’) a una receta de fideos popular en Malasia y Singapur. También es popular en Indonesia con el nombre de mi kuah.
Consiste en fideos de huevo amarillos, que también se usan en el hokkien mee, con un gravy picante y ligeramente dulce y parecido al curry. El gravy se hace con patata, curry en polvo, agua, soja salada, gamba seca y cacahuete. El plato se acompaña con un huevo duro, calamansí, cebolleta, apio chino, pimiento chile verde, tofu frito (tau kwa), chalota frita y brotes de soja. En algunos lugares se sirve con ternera, si bien rara vez se encuentra esto en los puestos callejeros, o añaden salsa de soja a los fideos en el momento de servir. El plato también combina bien con la salsa satay.
En el pasado, el mee rebus era vendido por vendedores ambulantes que llevaban dos canasta en una vara. Una contenía un hornillo y una cazuela de agua hirviendo, y la otra los ingredientes del plato.